# Lijst van gemeentelijke monumenten in Leusden
De gemeente Leusden kent 19 gemeentelijke monumenten, hieronder een overzicht. 
| Object                                             | Bouwjaar              | Architect      | Locatie                  | Plaats      | Coördinaten                  | Nr.       | Afbeelding                                         |
| -------------------------------------------------- | --------------------- | -------------- | ------------------------ | ----------- | ---------------------------- | --------- | -------------------------------------------------- |
| De Moespot (voormalige St. Josephschool)           | 1912 en 1920          | J.H. Hogenkamp | Jan van Arkelweg 6       | Achterveld  | 52° 8' 8" NB, 5° 29' 49" OL  | 0327/0001 | Meer afbeeldingen                                  |
| Boerderij 'De Sparreboom'                          | 1831                  |                | Meester van Bergenweg 1  | Achterveld  | 52° 8' 22" NB, 5° 29' 48" OL | 0327/0002 | Boerderij 'De Sparreboom'                          |
| Het Vilderskerkhof                                 | 1872                  |                | Emelaarseweg             | Stoutenburg | 52° 8' 51" NB, 5° 27' 8" OL  | 0327/0003 | Het Vilderskerkhof                                 |
| Begraafplaats Oud-Leusden                          | 11e eeuw              |                | Vlooswijkseweg 2         | Oud-Leusden | 52° 7' 52" NB, 5° 22' 17" OL | 0327/0004 | Meer afbeeldingen                                  |
| Dwarshuisboerderij 'De Zwarte Hen'                 | 1868                  |                | Treekerweg 5             | Leusden     | 52° 7' 16" NB, 5° 23' 56" OL | 0327/0005 | Dwarshuisboerderij 'De Zwarte Hen'                 |
| Langhuisboerderij/Tolhuis                          | 1904                  |                | Stoutenburgerlaan 1      | Stoutenburg | 52° 9' 1" NB, 5° 26' 32" OL  | 0327/0006 | Langhuisboerderij/Tolhuis                          |
| Dwarshuisboerderij ‘De Ruyter’ met brandweerhuisje | 18e eeuw              |                | Hessenweg 134-136        | Achterveld  | 52° 8' 37" NB, 5° 28' 14" OL | 0327/0007 | Dwarshuisboerderij ‘De Ruyter’ met brandweerhuisje |
| Woon/winkelpand                                    | 1900-1905             |                | Hessenweg 311            | Achterveld  | 52° 8' 7" NB, 5° 29' 41" OL  | 0327/0008 | Woon/winkelpand                                    |
| Langhuisboerderij met hooiberg                     | 19e eeuw              |                | ’t Laantje 5             | Achterveld  | 52° 8' 6" NB, 5° 29' 53" OL  | 0327/0009 | Langhuisboerderij met hooiberg                     |
| Dwarshuisboerderij ‘Hofstede Roozendaal’           | 18e eeuw              |                | Hamersveldseweg 13       | Leusden     | 52° 8' 9" NB, 5° 25' 38" OL  | 0327/0010 | Dwarshuisboerderij ‘Hofstede Roozendaal’           |
| Schoolmeesterwoning                                |                       |                | Hamersveldseweg 28       | Leusden     | 52° 8' 3" NB, 5° 25' 37" OL  | 0327/0011 | Schoolmeesterwoning                                |
| Voormalige school ’De Til’                         | 1919                  | H. Kroes       | Hamersveldseweg 30       | Leusden     | 52° 8' 3" NB, 5° 25' 37" OL  | 0327/0012 | Voormalige school ’De Til’                         |
| Dwarshuisboerderij ‘Klein Rossenberg’              | 1740 (waarschijnlijk) |                | Hamersveldseweg 43       | Leusden     | 52° 8' 1" NB, 5° 25' 39" OL  | 0327/0013 | Dwarshuisboerderij ‘Klein Rossenberg’              |
| Langhuisboerderij ‘Nieuw Langebeek' (bibliotheek)  | 1878                  |                | Hamersveldseweg 77       | Leusden     | 52° 7' 49" NB, 5° 25' 40" OL | 0327/0014 | Langhuisboerderij ‘Nieuw Langebeek' (bibliotheek)  |
| Dwarshuisboerderij en bakhuis ‘Klein Bruinhorst’   | 1884 (waarschijnlijk) |                | Hamersveldseweg 134/134a | Leusden     | 52° 6' 56" NB, 5° 25' 18" OL | 0327/0015 | Dwarshuisboerderij en bakhuis ‘Klein Bruinhorst’   |
| Weeghuisje en weegbrug                             |                       |                | C.M. de Vorplein 2a      | Achterveld  | 52° 8' 4" NB, 5° 29' 46" OL  | 0327/0016 | Weeghuisje en weegbrug                             |
| Coöperatiegebouw                                   | 1929                  |                | Hamersveldseweg 138      | Leusden     | 52° 6' 50" NB, 5° 25' 17" OL | 0327/0017 | Coöperatiegebouw                                   |
| Militair complex                                   |                       |                | Doornseweg 13a           | Leusden     | 52° 7' 25" NB, 5° 21' 47" OL | 0327/0018 | Upload foto                                        |
| Landhuis Leusderend                                | 1919                  | M.J. Klijnstra | Leusderend 6             | Leusden     | 52° 7' 53" NB, 5° 23' 34" OL | 0327/0019 | Upload foto                                        |